# Slamboree 1998
Slamboree 1998 fu un pay-per-view organizzato dalla federazione di wrestling World Championship Wrestling (WCW); si svolse il 17 maggio 1998 presso il The Centrum di Worcester, Massachusetts, Stati Uniti.

## Descrizione
Il vincitore della Cruiserweight Battle Royal guadagnò una title shot al WCW Cruiserweight Championship detenuto da Chris Jericho. Ciclope e Juventud Guerrera furono gli ultimi due wrestler rimasti nel ring; i due si strinsero le mani e Guerrera si autoeliminò da solo per dare la vittoria a Ciclope. Allora Ciclope si tolse la maschera, rivelando di essere Dean Malenko. Malenko sarebbe stato successivamente privato del titolo WCW World Cruiserweight Championship due settimane dopo a Nitro proprio per il suo comportamento nella battle royal. Goldberg avrebbe dovuto in origine lottare in un gauntlet match contro ciascun membro della stable The Flock, e se avesse perso, con uno qualsiasi degli avversari, Raven avrebbe riconquistato il titolo United States Championship che Goldberg gli aveva strappato. Tuttavia, la stipulazione del match venne cambiata la sera stessa dello show. Durante una puntata di WCW Monday Nitro andata in onda sei giorni prima del ppv, Eric Bischoff aveva sfidato Vince McMahon (il proprietario della federazione rivale World Wrestling Federation) ad affrontarlo in un match a Slamboree. Ovviamente McMahon non si presentò e Bischoff ordinò all'arbitro di far partire ugualmente il match e di contare fino a dieci, così da poter vincere per conteggio fuori dal ring.
Bret Hart costrinse Randy Savage a cedere per dolore durante l'esecuzione della sua mossa "Sharpshooter", ma la sera seguente a Nitro, l'arbitro speciale Roddy Piper ribaltò la decisione e dichiarò vincitore Savage per squalifica dell'avversario. Nel main event, Sting & The Giant sconfissero The Outsiders (Scott Hall & Kevin Nash) vincendo i WCW World Tag Team Championship quando Giant schienò Nash dopo che Hall aveva colpito quest'ultimo con una delle cinture di coppia WCW. Al termine del match, Hall, Dusty Rhodes e The Giant festeggiarono insieme sancendo l'entrata di Hall e Rhodes nel nWo Hollywood. Quando il match era stato sanzionato, sia Sting che The Giant erano della fazione WCW. Tuttavia, Giant si unì al nWo Hollywood poco tempo prima di Slamboree. Come risultato della defezione di Giant, Sting non volle più essere il suo partner di coppia.

## Risultati
| N. | Risultati                                                                                    | Stipulazione                                                                            | Durata |
| -- | -------------------------------------------------------------------------------------------- | --------------------------------------------------------------------------------------- | ------ |
| 1  | Fit Finlay (c) sconfigge Chris Benoit                                                        | Single match per il WCW World Television Championship                                   | 14:52  |
| 2  | Lex Luger sconfigge Brian Adams (con Vincent)                                                | Single match                                                                            | 05:05  |
| 3  | Ciclope vince eliminando per ultimo Juventud Guerrera                                        | Battle Royal per determinare il primo sfidante al titolo WCW Cruiserweight Championship | 08:27  |
| 4  | Dean Malenko sconfigge Chris Jericho (c)                                                     | Single match per il WCW Cruiserweight Championship                                      | 07:02  |
| 5  | Diamond Dallas Page sconfigge Raven                                                          | Bowery Death match                                                                      | 14:35  |
| 6  | Eddy Guerrero (con Chavo Guerrero Jr.) sconfigge Último Dragón                               | Single match                                                                            | 11:09  |
| 7  | Goldberg (c) sconfigge Saturn                                                                | Single match per il WCW United States Heavyweight Championship                          | 07:01  |
| 8  | Randy Savage sconfigge Bret Hart per squalifica                                              | Single match (con Roddy Piper come arbitro speciale)                                    | 16:38  |
| 9  | Sting & The Giant sconfiggono The Outsiders (Kevin Nash & Scott Hall) (c) (con Dusty Rhodes) | Tag team match per i WCW World Tag Team Championship                                    | 14:46  |

Altre personalità presenti
| Ruolo          | Nome:          |
| -------------- | -------------- |
| Commentatori   | Tony Schiavone |
| Commentatori   | Bobby Heenan   |
| Commentatori   | Mike Tenay     |
| Arbitri        | Nick Patrick   |
| Intervistatore | Gene Okerlund  |
| Annunciatore   | David Penzer   |